# Eutritzsch
Eutritzsch – osiedle miasta Lipska w Saksonii w Niemczech. Leży w północnej części miasta, przynależy do okręgu administracyjnego Nord.
We wczesnym średniowieczu osada słowiańska. Pierwsza udokumentowana wzmianka o miejscowości Udericz pochodzi z 1335. W 1890 miejscowość włączono w granice Lipska.
Graniczy na południu z lipskim śródmieściem, na zachodzie z Gohlis, na północy z Wiederitzsch, na wschodzie z Mockau i Schönefeld.